# Чеботарьов Микола Григорович
Мико́ла Григо́рович Чеботарьо́в (* 3 (15) червня 1894, Кам'янець-Подільський — † 2 липня 1947, Москва) — український і російський математик, член-кореспондент АН СРСР, заслужений діяч науки РРФСР, засновник Казанської алгебраїчної школи.

## Біографія

### На початку шляху (1894—1912)
Микола Чеботарьов народився в Кам'янці-Подільському в сім'ї юриста. Чеботарьови часто змінювали місце проживання. Так, 1899 року вони з Кам'янця-Подільського переїхали в Одесу, згодом в Єлисаветград (нині Кропивницький). У 1903—1906 роках навчався в Єлисаветградській чоловічій гімназії. Коли сім'я Чеботарьових повернулася в Кам'янець-Подільський, продовжив навчання в місцевій чоловічій гімназії.
У М. Г. Чеботарьова потяг до математики проявився змалку. Згодом він занотував:
| «Пригадую, сестра моєї бабуні тітка Маша переконливо говорила, що з мене вийде математик. Можливо, ці слова відіграли роль навіювання. З другого боку, дуже можливо, що до занять математикою мене штовхали об’єктивні обставини. Справа в тому, що, згідно з твердими виховними принципами моїх родичів, усі наші дії, серед них і розваги, суворо регламентувалися. Математика була єдиною схованкою, куди не міг проникнути контроль старших і де я був собі повним господарем. Всіляка інша наука потребувала би витрат на обладнання, а в мене кишенькових грошей не було». |

### Київський період (1912—1921)
В 1912 році закінчив Кам'янець-Подільську чоловічу гімназію та вступив на фізико-математичний факультет Київського університету.
В університеті ґрунтовно вивчав теорію Галуа, методи якої упродовж усього життя успішно застосовував до розв'язання майже всіх задач, що його цікавили. На другому курсі брав активну участь у математичному семінарі під керівництвом професора Д. О. Граве, виступав із доповідями та далі самостійно вивчав теорію аналітичних та алгебраїчних функцій, а також теорію алгебраїчних чисел. Самостійно довів арифметичну теорему монодромії: «композит усіх груп інерції нормального поля є групою Галуа цього поля».
1915 року Київський університет, у зв'язку з Першою світовою війною, евакуювали в Саратов. Тут М. Г. Чеботарьов і далі інтенсивно вивчав математику. Це він робив у тісному спілкуванні з Борисом Делоне (теж один з учнів Граве, згодом член-кореспондентом АН СРСР), який увів Чеботарьова в курс сучасних проблем теорії алгебраїчних чисел. Згодом саме в цій теорії Чеботарьов отримає фундаментальні результати.
В 1916 році, після закінчення університету, був залишений на фізико-математичному факультеті для підготовки до професорського звання під керівництвом Д. О. Граве.
В 1918 році склав магістерські іспити і був обраний приват-доцентом університету. Крім основної роботи, також викладав у середніх навчальних закладах Києва.

### Одеський період (1921—1927)
У 1921—1927 роках працював у вищих навчальних закладах Одеси. В 1924 році отримав запрошення на кафедру до Московського інституту цивільних інженерів. Потім повернувся до Одеси і був секретарем науково-дослідницької кафедри математики при Одеському інституті народної освіти.
В 1927 році захистив дисертацію на здобуття наукового ступеня доктора фізико-математичних наук. Присвоєно вчене звання професора.

### Казанський період (1928—1947)
В 1927 році був запрошений на роботу до Казанського університету та обраний на конкурсній основі професором кафедри математики. В 1928 році приступив до виконання своїх обов'язків і виконував їх без перерви до кінця життя.
Узнавши про те, що до університету запрошено видатного алгебраїста, студенти з цікавістю чекали на нього. Майбутній професор Володимир Морозов, а тоді першокурсник фізмату, згадував:
| «Мені здавалося, що він повинен бути статечним і повільним. Замість цього я побачив людину дуже молоду, дуже рухливу та якусь цілком «свою»... Тоді нам, студентам, дуже важко було уявити, що з професорами Парфентьєвим чи Широковим можна розмовляти інакше, ніж з учителями. Але ще важче було уявити, що з Миколою Григоровичем Чеботарьовим можна розмовляти інакше, ніж із товаришем, трохи старшим за віком. З ним можна було поговорити щиро, навіть посперечатися. Адже він не визнавав «ні чинів, ні орденів», людина для нього була передусім людиною, і він розмовляв як рівний і з академіком, і зі студентом, і зі садівником Лядського саду, куди водив на прогулянки свого сина Гришу». |
В 1929 році обраний членом-кореспондентом Академії Наук СРСР.

## Наукова діяльність
Основні наукові праці Чеботарьова присвячено сучасній алгебрі.
Чеботарьов установив критерії, при яких корені трансцедентних рівнянь дійсні, удосконалив доведення теореми Кронекера — Вебера, розв'язав проблему Фробеніуса.
Праці Чеботарьова також стосуються теорії Галуа (проблема резольвент), діофантових наближень тощо.
Пишучи про Чеботарьова, один із провідних сучасних алгебраїстів Ігор Шафаревич зазначив:
| «Враження, яке в мене склалося при зустрічах із Миколою Григоровичем, найкраще за все можна передати словом «класик». Він відчував себе своїм як у математиці 19 століття, так і середини 20 століття. І в тому, що математика, незважаючи на деякі відхилення, розвивається гармонійно, велика заслуга таких математиків як Микола Григорович Чеботарьов: своєю творчістю вони неначе з’єднали різні покоління та різні епохи». |

## Праці
- «Основи теорії Галуа», перша частина (1934, перевидано 2004).
- «Основи теорії Галуа», друга частина (1937, перевидано 2004).
- «Теорія груп Лі» (1940, перевидано 2003).
- «Введення в теорію алгебр» (1949).
- «Теорія алгебраїчних функцій» (1948, перевидано 2004).

## Нагороди та визнання
- Орден Леніна, два ордени Трудового Червоного Прапора
- Медалі.
- Заслужений діяч науки РРФСР (1943 р.).
- Сталінська премія першого ступеня (посмертно) за фундаментальні результати, отримані при дослідженні проблеми резольвент (1948 р.)

## Електронні ресурси
- Календар пам'ятних та знаменних дат Кіровоградщини на 2004 рік[недоступне посилання з 09.02.2021]
- Микола Григорович Чеботарьов — видатний вчений. Коротка біографічна довідка
- Чеботарьов Микола Григорович (1894—1947)(рос.)
- Класик математики, який так і не став академіком(рос.)
- Музей історії Казанського університету [Архівовано 11 липня 2007 у Wayback Machine.](рос.)
- Випускники Кам'янець-Подільської гімназії 1883—1920 [Архівовано 9 жовтня 2008 у Wayback Machine.](рос.)
- Проект математичної генеалогії. Nikolay Grigorievich Chebotarev(англ.)
- Біографія Чеботарьова(англ.)